# Ekonomiska, sociala och kulturella rättigheter
Ekonomiska, sociala och kulturella rättigheter är ett urval mänskliga rättigheter, till exempel rätten till utbildning, rätten till arbete, rätten till välfärd, rätten till bostad, rätten till en tillfredsställande levnadsstandard, rätt till sjukvård och rätt till vetenskap och kultur. Dessa rättigheter erkänns av och skyddas genom internationell, nationell och regional lagstiftning. De stater som förbundit sig att garantera dessa rättigheter förväntas därmed att aktivt arbeta för att de uppnås.